# Parce que tu crois
Parce que tu crois (Perché tu credi) è una canzone del cantante armeno-francese Charles Aznavour, presente negli album del 1966 La bohème e Charles Aznavour chante Paris au mois d'août.
La canzone è stata campionata da numerosi artisti, tra i quali Dr. Dre con la canzone What's the Difference, presente nell'album 2001 del 2001.
Nel 2003 Blu Cantrell (featuring Sean Paul) la campiona in Breathe. Nel 2006 Bitter:Sweet la usò per Dirty Laundry. Nel 2007 la francese Koxie con la sua Garçon riutilizza la base di Dr. Dre.